# Zvjahel
Zvjahel (ukrainsk: Звягель, ukrainsk udtale: [zvʲɑ̈ɦɛ̝lʲ]; Hebraisk זוויל, tr. Zvil; polsk: Zwiahel), tidligere Novohrad-Volynskyj, er en by i Zjytomyr oblast (provins) i det nordlige Ukraine. Byen har en befolkning på omkring 55.086 (2022) indbyggere.
Zvjahel ligger på hovedvejen til Kyiv (Europavej E40) nær dens krydsning af floden Slutj. Byen fungerer som administrativt centrum i Zvjahel rajon (distrikt), selv om den administrativt set ikke tilhører rajonen men er regnet som en by af regional betydning.

## Navn
Byen hed oprindeligt Zvjahel, men blev i 1795 omdøbt til Novohrad-Volynskyj, efter Det Russiske Kejserrige annekterede områder af Den polsk-litauiske realunion, kort efter Polens tredje deling. I juni 2022 besluttede byrådet at ændre byens navn tilbage til det oprindelige Zvjahel hvilket blev vedtaget af Ukraines parlament 5 måneder efter.

## Galleri
- Jernbanestation
- Holocaustmonument
- Zviahel Fort
- Slutj set fra Zviahel Fort